# Incarnate (película)
Incarnate es una película de terror estadounidense de 2016 dirigida por Brad Peyton y escrita por Ronnie Christensen. Contó con las actuaciones de Aaron Eckhart, Catalina Sandino Moreno, Carice van Houten, David Mazouz, Keir O'Donnell, Matt Nable y John Pirruccello.

## Sinopsis
Un niño de 11 años llamado Cameron Sparrow alberga dentro de su cuerpo un ente maligno, conocido como "Maggie". Seth Ember, un particular hombre que se dedica a realizar una especie de exorcismos, se entera del caso mediante Camilla, una representante del Vaticano que le informa de la gravedad de la situación del niño y de su madre.

## Reparto
- Aaron Eckhart es Seth Ember.
- Carice van Houten es Lindsay Sparrow.
- David Mazouz es Cameron Sparrow.
- Catalina Sandino es Camilla Marquez.
- Keir O'Donnell es Oliver.
- Emily Jackson es Riley.
- Matthew Nable es Dan Sparrow.
- Karolina Wydra es Anna Ember.
- Emjay Anthony es Jake Ember.
- John Purruccello es Henry.
- Mark Steger es Maggie.
- Tomas Arana es Felix.

## Recepción
La película cuenta con un 18% de aprobación en la página Rotten Tomatoes, con un rating promedio de 3.5 sobre 10. En Metacritic tiene una puntuación de 30 sobre 100, indicando "reseñas generalmente no favorables".